# Вухата лисиця
Вухата лисиця (Otocyon megalotis) — хижий ссавець родини псових, єдиний вид роду. Має два ареали, роз'єднані приблизно 1000 км, популяції яких утворюють два підвиди. O. m. virgatus проживає від півдня Судану, Ефіопії і Сомалі вниз через Уганду й Кенію до південно-західної Танзанії. О. m. megalotis поширений від Анголи через Намібію й Ботсвану до Мозамбіку і ПАРу. Два діапазони, ймовірно, були пов'язані в плейстоцені. Цей роз'єднаний розподіл схожий на розподіли інших ендемічних посухостійких видів наприклад, Proteles cristata і Canis mesomelas. Населяє рівнини з невисокою рослинністю й області з голою землею. Але їх також можна зустріти у вкритих чагарником областях. Діапазон обох підвидів перекривається майже повністю з діапазонами термітів родів Hodotermes і Microhodotermes що складають його раціон.

## Етимологія
Otocyon походить від грец. otus — «вухо» і грец. cyon — «собака». Megalotis походить від грец. mega — «велике» і грец. otus — «вухо».

## Морфологія
Морфометрія. Довжина голови й тіла: 460—660 мм, хвіст: 230—340 мм, висота в плечах: 300—400 мм, вага: 3,0—5,3 кг.
Опис. Верхня частина тіла загалом жовто-коричнева з агутієво-сірим покривним волоссям. Горло, низ і внутрішні частини вух бліді. Зовнішні частини вух, маска на обличчі, гомілки, стопи і кінчик хвоста чорні. На додаток до забарвлення, відмінні ознаки включають відносно короткі ноги і величезні вуха (114—135 мм). Великі вуха виконують функцію терморегуляції. Самиці мають 4–6 молочних залоз. Зубна формула: I 3/3, C 1/1, P 4/4, M 3-4/4-5 = 46–50.

## Поведінка
Здатні копачі, вони або викопують власну нору або розширюють нори інших тварин. Сім'я може мати більше одного кубла в своєму діапазоні патрулюванні, кожен з кількома входами і камерами і кілька метровими тунелями. У Серенгеті 85 відсотків діяльності відбувається вночі, але в ПАР Otocyon головним чином денний взимку і нічний влітку. Раціон складається переважно з комах, особливо термітів, а також включає інших членистоногих, дрібних гризунів, яйця, молодих наземних птахів і рослинний матеріал. В одній частині центральної Кару близько половини їжі це рослинний матеріал, особливо дикі плоди. Групи зазвичай складався з пари дорослих в супроводі їх потомства однорічного і більш старшого віку. Кілька спостережень припустили, що іноді з самцем можуть бути 2 дорослі самиці. Незнайомці тієї ж статі в цілому були ворожі. Контакт між членами групи підтримувався м'яким свистом. Спілкування також включає в себе візуальну сигналізацію, в основному, великими вухами і хвостом. Не спостерігалося, щоб Otocyon megalotis пив із відкритих джерел води. Вухаті лисиці не спостерігалися при хованні їжі, вони не борються за продукти харчування і в зоопарках зазвичай відмовляються від надлишків м'яса. В одному зоопарку, вухату лисицю годували кониною, живими мишами, фруктами, вітамінами та мінералами.

## Міжвидові відносини
Otocyon megalotis зазвичай ігнорує копитних. Вухаті лисиці також ігнорують білохвостих мангустів (Ichneumia albicauda), групи карликових мангустів (Helogale parvula) і смугастого мангуста (Mungos mungo). Вухаті лисиці побоюються великих хижих ссавців, таких як леви (Panthera leo), плямисті гієни (Crocuta crocuta). Африканські дикі собаки (Lycaon pictus) й гепарди (Acinonyx jubatus) ганяються за лисицею, і групи африканських диких собак спеціалізуються на полюванні на вухатих лисиць. Бурі гієни (Hyaena brunnea), гепарди, пардуси (Panthera pardus), і леви захоплюють дорослих вухатих лисиць; чепрачний шакал (Canis mesomelas) є найбільшою загрозою для цуценят вухатої лисиці. Цуценята вухатої лисиці ховаються в норах з малим входом, що перешкоджають великим хижим ссавцям. О. megalotis нападає гуртом на види, які впритул підійшли до областей виховання потомства, включаючи чепрачного шакала (Canis mesomelas), стрункого мангуста (Galerella sanguinea), плямисту гієну (Crocuta crocuta). Великі хижаки, такі як бойові орли (Polemaetus bellicosus), можуть зловити дорослу вухату лисицю на відкритих площах. При переслідуванні хижаками вухата лисиця швидко міняє напрям, і таким чином збільшує свої шанси на порятунок. Африканський скельний пітон (Python sebae) також може вбили і з'їсти вухату лисицю.

## Життєвий цикл
І в Серенгеті і в Ботсвані, пологи відбуваються в основному з вересня по листопад, але щенята були зареєстровані в Уганді в березні і відтворення можуть відбуватись цілий рік в деяких частинах Східної Африки. Вагітність, як правило, триває 60—70 днів. Приплід містить 2—6 малюків. Новонароджені важать близько 100—140 грам, і відлучення від молока відбувається приблизно у віці 10 тижнів. Молодь потім починає харчуватися разом з батьками. У неволі одна особина жила 13 років і 9 місяців.

## Генетика
Диплоїдне число, 2n=72.

## Загрози та охорона
У південній частині Африки основною загрозою є полювання на шкури або тому, що вони сприймаються як хижаки дрібної худоби. Комерційне використання дуже обмежена, але взимку шкури ціняться і продаються як ковдри. Вони також продаються як мисливські трофеї в ПАР. Живе в охоронних територіях в Ботсвані, Ефіопії, Кенії, Намібії, ПАР, Танзанії, Уганді і Зімбабве.